# Andreas Schober
Andreas Schober ist ein früherer deutscher Skeletonsportler.
Andreas Schober startete für den BSC München. Er gehörte um die Jahrtausendwende zum deutschen Nationalkader und kam 2000/01 in der ersten Saison des Skeleton-Europacup in allen drei Saisonrennen zum Einsatz. Im ersten Rennen in Igls wurde Schober 12., in den beiden folgenden Rennen in Altenberg und auf der Kunsteisbahn am Königssee jeweils Fünfter. In der Gesamtwertung belegte er hinter den Österreichern Markus Penz und Walter Stern den dritten Rang. Bei den Deutschen Meisterschaften 2001 in Königssee wurde Schober Fünfter.
| Personendaten    | Personendaten              |
| ---------------- | -------------------------- |
| NAME             | Schober, Andreas           |
| KURZBESCHREIBUNG | deutscher Skeletonsportler |
| GEBURTSDATUM     | 20. Jahrhundert            |